# 207e division d'infanterie (Allemagne)
Pour les articles homonymes, voir 207e division.
La  207e division d'infanterie  (en allemand : 207. Infanterie-Division ou 207. ID) est une des divisions d'infanterie de la Wehrmacht durant la Seconde Guerre mondiale.

## Création
La 207. Infanterie-Division est formée le 26 août 1939 à Stuttgart dans le Wehrkreis II avec du personnel de la Landwehr en tant qu'élément de la 3. Welle (3e vague de mobilisation).
Elle sert pour former les 207. Sicherungs-Division, 281. Sicherungs-Division et 285. Sicherungs-Division en mars 1941 sur le Truppenübungsplatz (terrain d'entraînement) de Groß-Born.

## Organisation

### Commandants
| Date                               | Grade           | Commandant              |
| ---------------------------------- | --------------- | ----------------------- |
| 1er septembre 1939 - 1er mars 1941 | Generalleutnant | Karl von Tiedemann (de) |

## Théâtres d'opérations
- Pologne : septembre 1939 - mars 1941

## Ordres de bataille
- Infanterie-Regiment 322
- Infanterie-Regiment 368
- Infanterie-Regiment 374
- Artillerie-Regiment 207
  - I. Abteilung
  - II. Abteilung
  - III. Abteilung
  - IV. Abteilung
- Pionier-Bataillon 207
- Panzerabwehr-Abteilung 207
- Aufklärungs-Abteilung 207
- Infanterie-Divisions-Nachrichten-Abteilung 207
- Infanterie-Divisions-Nachschubführer 207